# Parco Suardi
Il parco Suardi è una zona verde della città di Bergamo.